# Chiesa di San Francesco (Mercatello sul Metauro)

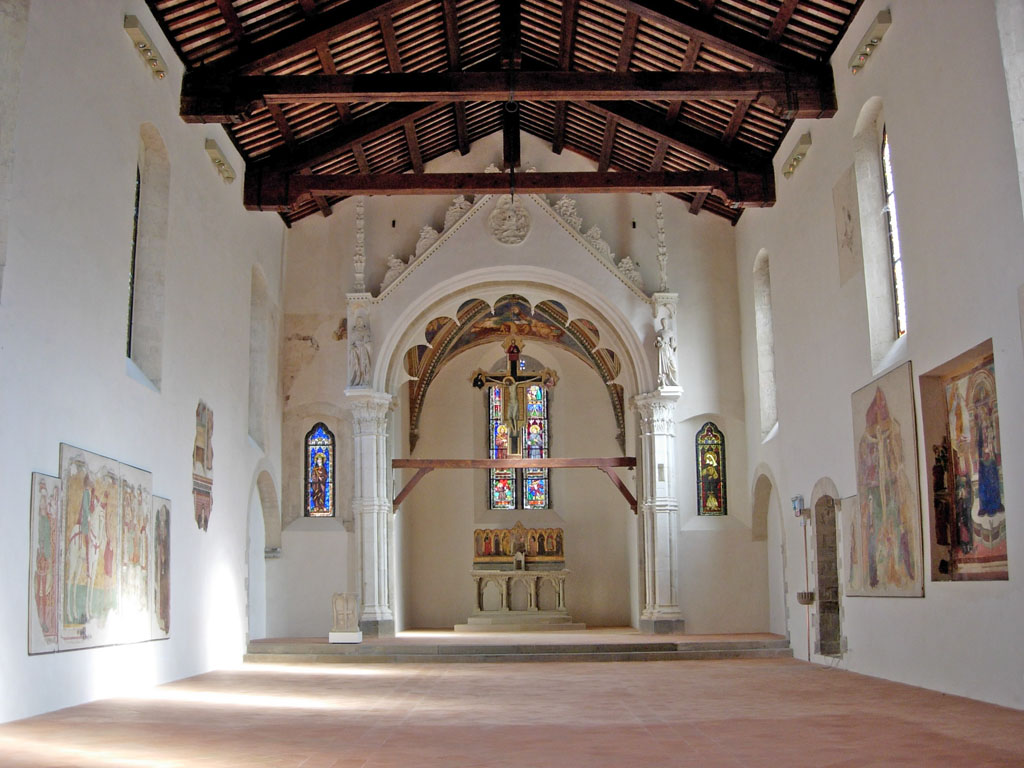
L'interno

La chiesa di San Francesco d'Assisi è una chiesa cattolica di Mercatello sul Metauro. La sacrestia ospita il  Museo di San Francesco. 

## Storia e descrizione
La chiesa di San Francesco venne costruita dai Francescani assieme al convento a partire dal 1235. Conserva le semplici forme di transizione dal romanico al gotico, in parte ingentilite dalle aggiunte del primo Quattrocento. 
La semplice facciata presenta un piccolo rosone e un portale archiacuto che nella lunetta presenta un affresco del XV secolo con la Madonna col Bambino e i santi Francesco e Caterina, opera di scuola locale. Sulla destra della chiesa si apre piazza San Francesco, antico chiostro del convento, su cui si affacciano la sala del Capitolo, con due bifore gotiche, e il museo di San Francesco.
L'interno è a una navata con tetto a capriate e abside quadrilatera, preceduta da un arco trionfale tardo-gotico. Alle finestre, vetrate di Francesco Mossmeyer (1912) che nella realizzazione si ispirò alla sola originaria rimasta (ora nel museo attiguo), in cui è la più antica rappresentazione su vetro di San Francesco. Nella parete d'ingresso, a destra entrando, due frammenti di pietra arenaria scolpiti: un arco del 1385 dal monumento funerario del medico Ombrelli (o Brelli?) che si trovava nel chiostro e, sotto, Redentore e un Angelo, di uno scultore gotico dell'inizio del Trecento, proveniente dal convento di Santa Chiara. Sull'altro lato della parete è il Monumento sepolcrale di Bartolomeo Brancaleoni, signore di Mercatello (1425 circa) di gusto tardo gotico: il sarcofago ornato di figure (Pietà) e sormontato da baldacchino è stato qui spostato dall'abside. 
Nella parete destra della navata: entro nicchia, Madonna col Bambino, santa Caterina e san Ludovico e in alto Padre Eterno tra Angeli e Serafini, affresco di scuola umbra del Quattrocento. Segue, dopo lacerti di affreschi databili fra il XIV e XVI secolo, un altro affresco, ancora entro nicchia, con la Madonna in trono e il Bambino in piedi sulle ginocchia e ai lati Sant'Antonio abate e San Sebastiano, opera di scuola locale e posteriore al primo. Prima della porta laterale è un affresco staccato dalla chiesa rurale di San Martino con la Crocifissione e un Santo non identificabile (XV secolo), del maestro di Mercatello.
L'arco tardo gotico in travertino d'ingresso al presbiterio è stato aggiunto nel 1425 circa, insieme alla tomba Brancaleoni. Sui capitelli sono due statue di marmo di Carrara di San Francesco e di San Bonaventura, mentre nel timpano si vede lo stemma Brancaleoni. Ai lati dell'arco si aprono due finestre ogivali corredate di vetrate raffiguranti le due sante cittadine (Santa Veronica e Santa Margherita).  Sulla trave all'ingresso è posto un Crocifisso con Cristo Giudice, la Madonna e San Giovanni evangelista nei lobi, dipinto su tavola da Giovanni da Rimini, firmato e datato 1309. Sull'altare, pregevole polittico attribuito a Giovanni Baronzio (1345 circa) con la Madonna col Bambino, i Santi Caterina, Paolo, Ludovico, Pietro, Giovanni, Francesco, Michele e Chiara. Al di sopra è una bifora in arenaria di pregevole fattura che reca una vetrata con San Francesco, Sant'Antonio di Padova, la Natività, la Crocifissione e le Stigmate di San Francesco. Gli affreschi della volta sono attribuiti a Girolamo Genga e raffigurano i Quattro Evangelisti, del tardo XV secolo. 
Alla parete sinistra è una Santa Chiara, frammento degli affreschi che ricoprivano interamente la chiesa nel XIV secolo, ed altri affreschi staccati dalla Chiesa di San Martino (secolo XV), attribuiti al Maestro di Sant'Arduino e raffiguranti la Madonna col Bambino e i Santi Martino, Floriano e Antonio abate. Entro nicchie sono due affreschi del secolo XVII: quello in alto raffigura un Paesaggio di campagna in cui scorre un fiume che sembra dovesse servire per la rappresentazione plastica del Battesimo di Gesù, e quello in basso un altro Paesaggio con una capanna con alcuni alberi che serviva da sfondo al Presepe.

## Il Museo di San Francesco

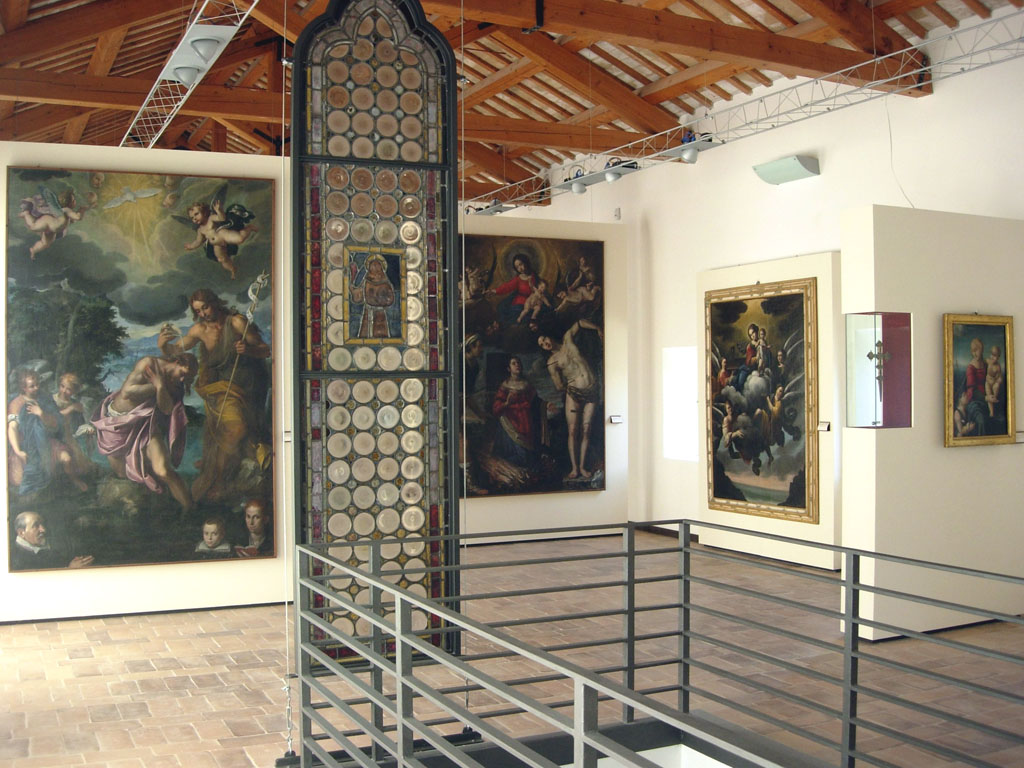
Museo di San Francesco, Sala Vero Baldeschi

Il Museo di San Francesco è ospitato nella sacrestia e nel piano superiore dell'edificio, originariamente dormitorio dei minori. Qui si conservano vari dipinti su tela: il Martirio di Santa Caterina è stato dipinto da Giorgio Picchi nel 1582-84 circa per la Chiesa della Confraternita di Santa Caterina, come la Circoncisione del 1586.
Nel museo sono anche una Annunciazione, un Transito della Vergine e una Madonna di Loreto, tele di scuola locale del XVII secolo; un Battesimo di Gesù (1612) di Claudio Ridolfi; una Immacolata, un Santo e Angeli (circa 1630) e una Madonna col Bambino e santi (circa 1630), attribuiti a Giovan Francesco Guerrieri; un Martirio di San Bartolomeo (circa 1615), di Giovan Giacomo Pandolfi; una Incoronazione della Vergine e santi (1574), di Giovan Battista Clarici. 
Pregevolissimi i dipinti su tavola, come la Madonna col Bambino e Sant'Antonio abate (XIV secolo) di Luca di Tommè, la Madonna in trono col Bambino (XIII secolo), tavola firmata del toscano Bonaventura di Michele, la Madonna col Bambino e San Giovannino (XVI secolo), copia da Girolamo Genga. A questi si affiancano opere ad imitazione realizzate nel 1918 dall'aretino Gualtiero De Bacci Venuti. 
Numerosi anche gli affreschi staccati: dalla Chiesa di Santa Croce una Crocifissione (1373), di Giovanni Brelli; dalla stessa Chiesa di San Francesco,  una Incoronazione della Vergine (XIV secolo) di scuola locale; dalla Chiesa di San Michele un Sant'Agostino (XVI secolo) di scuola locale; dalla Pieve Collegiata una Madonna col Bambino (XIV secolo), di scuola marchigiana, ed una Madonna col Bambino (XV secolo) di scuola umbra. 
Si segnalano infine un San Pietro e un San Paolo, sculture in legno intagliato e dorato della scuola di Antonio Bencivenni (XV secolo); un Tabernacolo (XVI secolo) in legno intagliato, dorato e dipinto, di scuola locale; una vetrata con San Francesco (XIV secolo) adattata nel 1912 da Francesco Mossmeyer; una Croce reliquiario di bottega toscana (XV secolo); alcune Croci astili (XIV-XVI secolo); un Osculatorio con Pace (XV secolo) in avorio intagliato; due medaglioni in marmo (1474), di arte toscana, con le figure di Federico, duca di Urbino, ed Ottaviano Ubaldini della Carda, conte di Mercatello, entrambi attribuiti a Benedetto da Maiano o a Francesco di Giorgio Martini.

### Attività
Musica&Musica, tempi luoghi e culture a confronto, è un festival musicale estivo che dal 2006 si tiene annualmente a Mercatello sul Metauro (PU). La manifestazione fa parte delle attività promosse dal Museo di San Francesco ed è finalizzata a far vivere, conoscere e valorizzare il suo patrimonio artistico, quello di Mercatello e dell'Alta valle del Metauro.

### Servizi
- Audio-guida del museo in italiano, inglese e tedesco che può ampliare la visita all'intero centro storico di Mercatello di sul Metauro;
- Pianta del museo e mappa della città in italiano e inglese;
- Guida del museo in Italiano e Inglese;
- Visite guidate per gruppi;
- Visita virtuale del museo e della città dal sito internet del museo;
- Bookshoop.